# Monique Laks
Monique Laks est une ancienne enseignante de sociologie à Bordeaux et militante politique engagée pour l'indépendance de l'Algérie. Elle est née  le 26 janvier 1934 à Paris et décédée le 18 avril 2004 à Pessac.

## Biographie

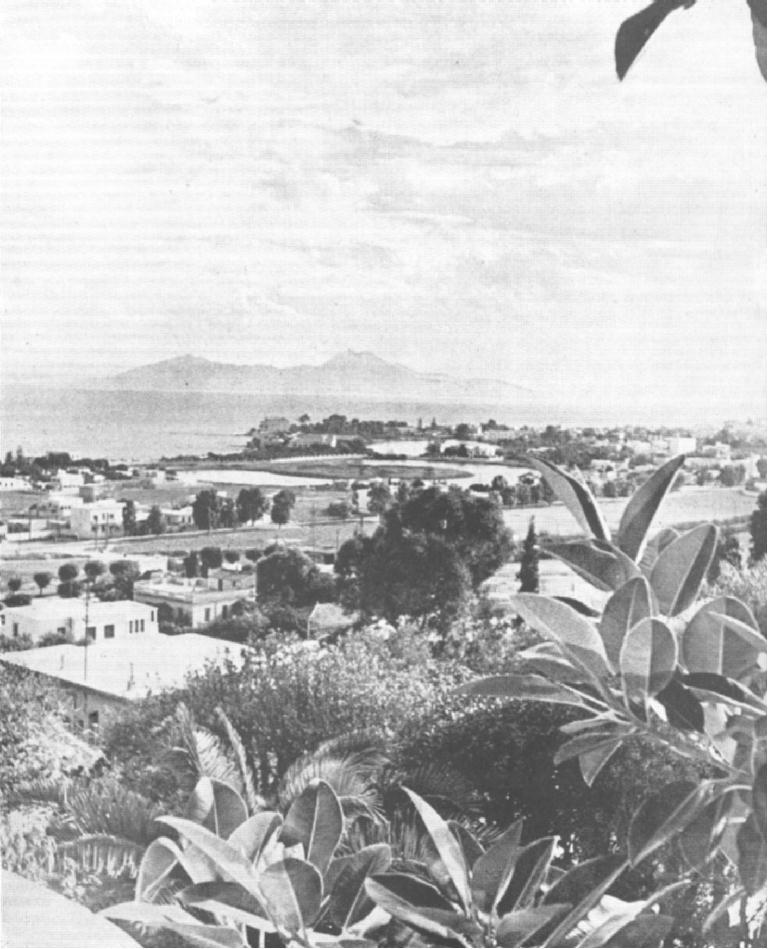
Carthage et Golfe de Tunis dans les années 1950

Monique Laks s'installe en Tunisie à la fin des années 1950 pour rejoindre son compagnon Michel Mazières, déserteur de l'armée française pendant la guerre d'Algérie. Elle figure parmi les premiers étudiants de la licence de sociologie créée en 1959 à l'Institut des Hautes Études à Tunis. Elle mène par la suite des enquêtes pour le Centre d'Afrique du Nord de l'Institut de science économique appliquée. En 1964, elle publie deux ouvrages qui restituent les résultats de ses recherches, menées entre 1962 et 1963 sur les coopératives de tisserands et les travailleurs des chantiers en Tunisie. À partir de 1959, elle participe à la rédaction du journal El Moudjahid, organe de presse du FLN algérien. Elle alimente la rédaction en documentation sur la presse internationale.
C'est l'une des « Pieds-rouges », nom donné aux militants de gauche qui s'installent en Algérie après son indépendance. Elle quitte Tunis en 1963 et devient chargée de cours en sociologie à Alger en tant que coopérante civile, tandis que son conjoint est assistant à la faculté de droit. Ils défendent le gouvernement d'Ahmed Ben Bella et les expériences d'autogestion qui ont lieu en Algérie à cette époque.
Comme d'autres soutiens d'Ahmed Ben Bella, ils sont emprisonnés en 1965 lors du coup d'État de Houari Boumédiène,,. Plusieurs des personnes arrêtées sont torturées par la police. Monique Laks aurait été violée par ses geôliers, et son compagnon Michel Mazières aurait également été torturé.
Dans la plupart des sources, Monique Laks et Michel Mazières sont considérés comme des militants trotskistes proches de Michel Pablo et de la Quatrième Internationale, bien que l'organe de presse la section française les déclare comme « inorganisés » au moment de leur arrestation en 1965,,,,.

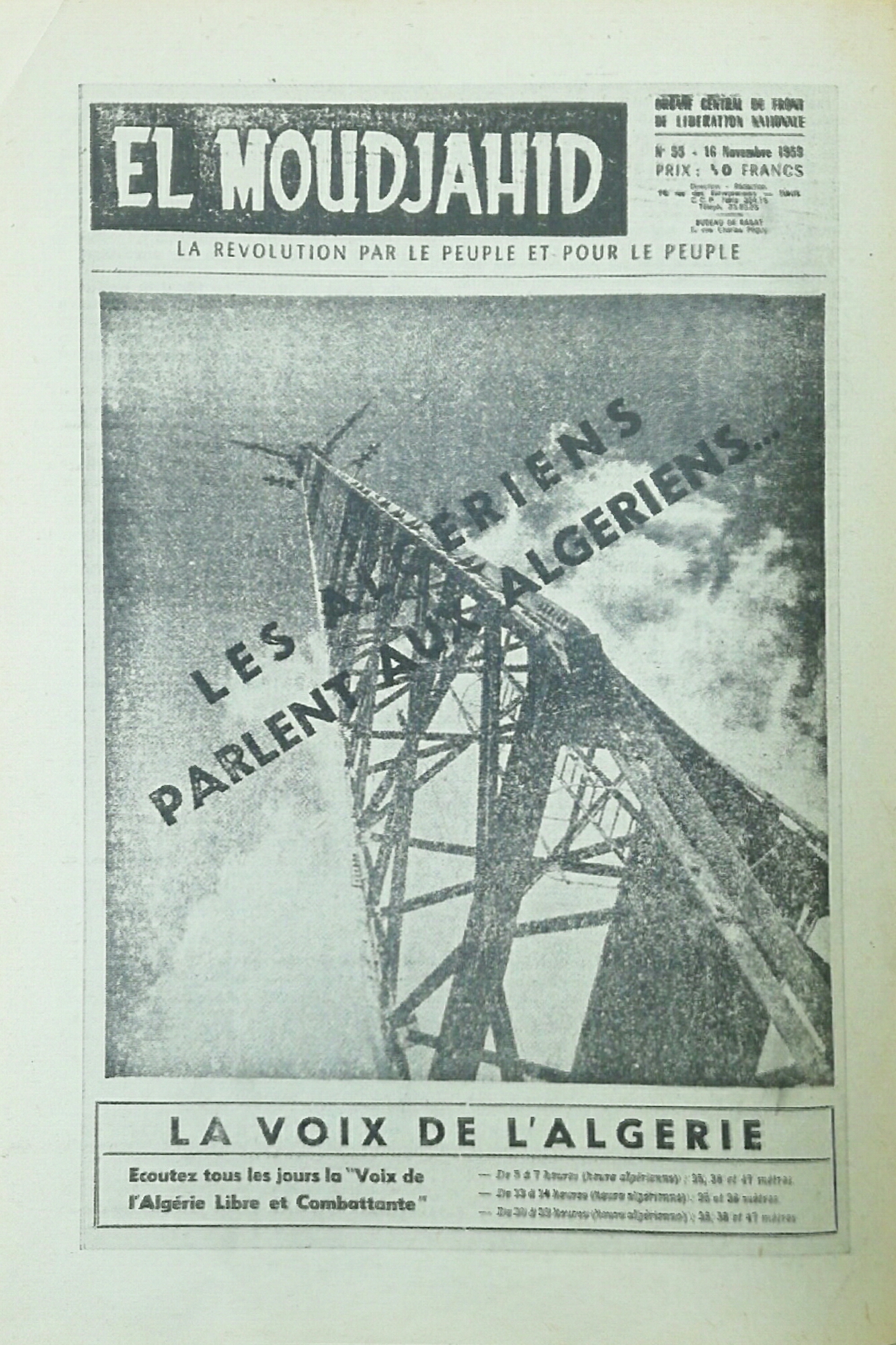
Couverture dEl Moudjahid du 16 novembre 1959

En 1966, Monique Laks participe à la création de la revue Autogestion, aux côtés de Daniel Guérin, Georges Gurvitch ou encore Henri Lefevbre,. Elle soutient en 1968 une thèse de doctorat à la Sorbonne sous la direction de Pierre George : « Mode de gestion ouvrière et transition en société post-coloniale : l'autogestion des unités industrielles en Algérie 1962-1965 ». Elle en tire un livre publié en 1970 aux éditions de l'Atelier : « Autogestion et pouvoir politique en Algérie (1962-1965) ». Son livre fait l'objet de plusieurs recensions négatives : dans la revue Études internationales, Autogestions et Le Mouvement Social. Elle bénéficie cependant d'une lecture positive de la part d'Edwy Plenel sous son pseudonyme Joseph Krasny dans Quatrième internationale,.
Elle devient par la suite enseignante en sociologie à l'Université Bordeaux-II où elle continue à travailler sur l'Algérie,,,.

## Ouvrages
- Monique Laks, Les Tisserands du Sahel et la coopérative : enquête menée auprès des artisans de Monastir, Khniss et Sayada, mars-avril 1963, Tunis, Institut de Science économique appliquée, Centre d'Afrique du Nord, 1964 (présentation en ligne)
- Monique Laks, Les travailleurs des chantiers de lutte contre le sous-développement à El-Djem et à Moknine (août et novembre-décembre 1962), Tunis, Institut de Science économique appliquée, Centre d'Afrique du Nord, 1964, 166 p. (présentation en ligne)
- Monique Laks, Mode de gestion ouvrière et transition en société post-coloniale : l'autogestion des unités industrielles en Algérie 1962-1965 (thèse de doctorat sous la direction de Pierre George), Paris, Université de la Sorbonne, 1968
- Monique Laks, Autogestion ouvrière et pouvoir politique en Algérie (1962-1965), Paris, Éditions de l'Atelier, 1970, 336 p. (lire en ligne)